# Lutz (pattinaggio)
Il lutz è uno dei salti del pattinaggio artistico di figura.

## Tecnica
Parente stretto del flip con il quale si differenzia per il filo di partenza: interno nel flip ed esterno nel Lutz.
Si esegue partendo da un chiaro filo esterno sinistro indietro, la gamba libera destra si estende dietro per puntare, nello stesso istante braccia e testa cominciano a posizionarsi, questo movimento imprime al corpo una forza rotatoria tale che, appena anche e spalle diventano parallele alla traccia e il corpo si affaccia all'esterno avviene lo stacco dalla pista atterrando, dopo la fase di volo, sul filo esterno indietro opposto a quello di partenza.

## Storia del salto
Prende il suo nome da Alois Lutz (1898-1918), un pattinatore austriaco che lo eseguì per la prima volta nel 1913. 
Il canadese Donald Jackson è stato il primo pattinatore ad eseguire un triplo lutz in una competizione ufficiale ai campionati mondiali di pattinaggio di figura del 1962; la prima donna ad eseguirlo è stata invece la svizzera Denise Biellmann ai campionati europei nel 1978.
Il pattinatore statunitense Brandon Mroz è riuscito a portare a termine un quadruplo lutz durante lo short program dell'NHK Trophy 2011.